# Braunauer Notklippen

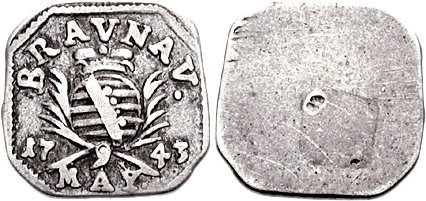
Braunauer Notklippe zu 6 Kreuzer mit der Jahreszahl 1743 und dem Datum 9. Mai. (Silber; 1,12 g)

Die Braunauer Notklippen, auch als Belagerungsmünzen (lateinisch numi obsidionales) bezeichnet, sind einseitig geprägte Klippen, die im Österreichischen Erbfolgekrieg, als die Österreicher die Stadt Braunau am Inn ab dem 9. Mai 1743 belagerten, als Notgeld geprägt wurden. Die Belagerungsmünzen ließ Prinz Ludwig Friedrich von Sachsen-Hildburghausen (* 1710; † 1759) als bayerischer Kommandant der belagerten Stadt mit dem Sachsenwappen und der Jahreszahl 1743 prägen.

## Geschichte

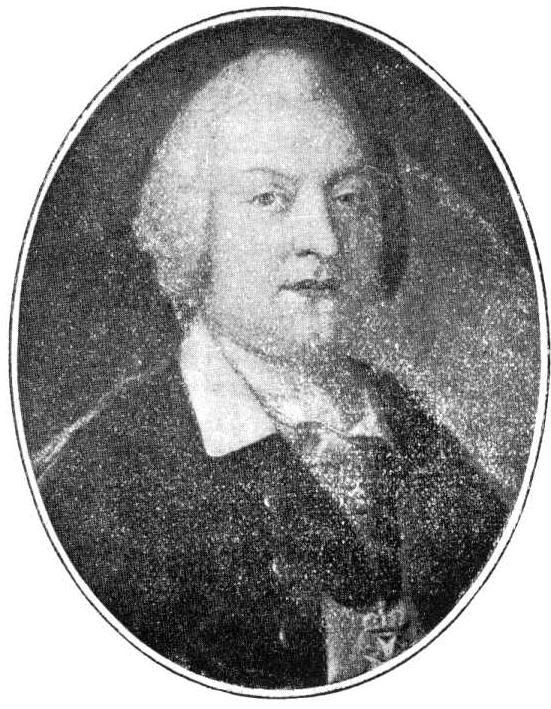
Ludwig Friedrich Prinz von Sachsen-Hildburghausen ließ als bayerischer Kommandant die Braunauer Notklippen prägen.

Kurz nach Ausbruch des Österreichischen Erbfolgekriegs kam es wegen der enormen Verschuldung des Prinzen Ludwig Friedrich von Sachsen-Hildburghausen zu Zerwürfnissen mit seinem Onkel Prinz Joseph Friedrich von Sachsen-Hildburghausen, die dazu führten, dass sich Ludwig Friedrich 1741 dem bayerischen Kurfürsten Karl Albrecht von Bayern (1726–1745) anschloss.

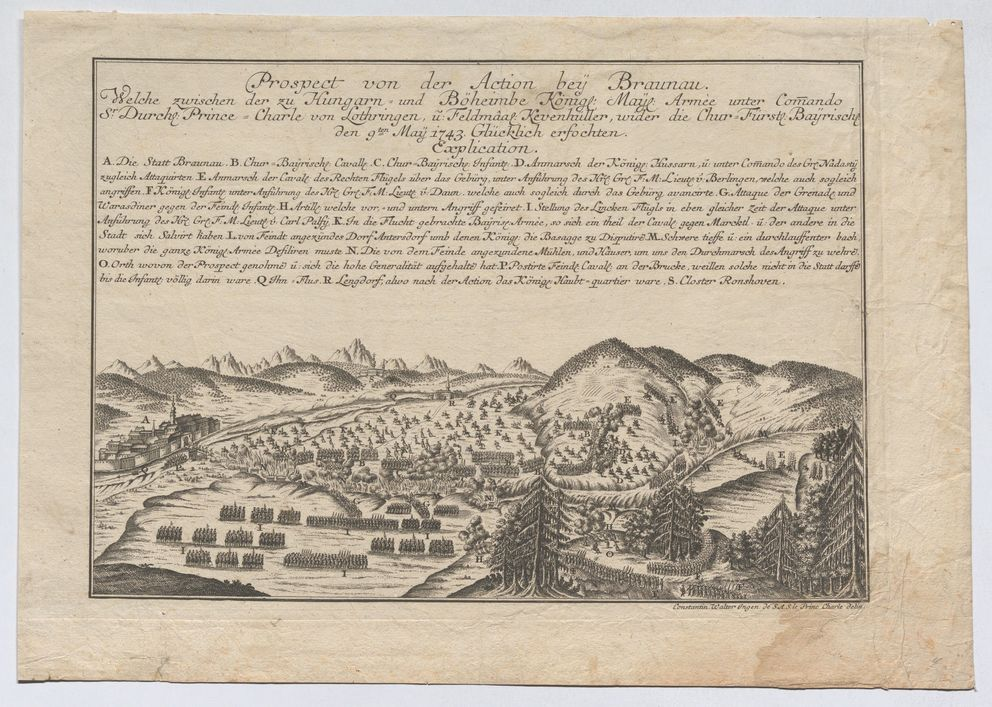
Sieg der Truppen Österreichs bei Simbach nahe Braunau am Inn, am 9. Mai 1743, dem Beginn der Belagerung Braunaus.

Im Österreichischen Erbfolgekrieg war die Stadt Braunau am Inn im Jahr 1743 wiederholt Kriegsschauplatz. In der Schlacht bei Simbach am Inn am 9. Mai 1743 erlitten die Bayern eine vernichtende Niederlage. Dieses Datum befindet sich auf den Braunauer Notklippen, denn ab diesem Tag begann die Belagerung Braunaus durch die Österreichischen Truppen, die sechs Wochen lang andauerte.
Der bayerische Kommandant der belagerten Stadt Braunau, Prinz Ludwig Friedrich von Sachsen-Hildburghausen, ließ für die Verteidiger und zur Deckung der innerstädtischen Geldausgaben Notklippen für mehr als 15.000 Gulden prägen. Das für die Münzprägung erforderliche Gold und Silber wurde von den Kirchen, Zünften und wohlhabenden Einwohnern der Stadt geliefert. Als die Edelmetallvorräte für die Münzprägung erschöpft waren, ließ Ludwig Friedrich die Klippen aus Zinn und Blei herstellen. Die Belagerungsmünzen aus unedlen Metallen erhielten normalerweise Zwangskurs. Sie sollten nach Ende der Belagerung gegen Kurantgeld eingewechselt werden, was allerdings oft nicht geschah, wahrscheinlich auch hier nicht.
Im Kapitel Einige jüngst geschehene merkwürdige Todtes-Fälle, in Neue genealogisch-historische Nachrichten, berichtet Michael Ranft als Zeitgenosse über das Ende der Belagerung:

„Anno  1743 diente [Ludwig Friedrich Prinz von Sachsen-Hildburghausen] im Bayern unter dem Grafen von Seckendorf und führte zu dieser Zeit das Commando zu Braunau […]. Er ward darauf von den Österreichern in dieser Festung eingeschlossen. […] Die den 27. Jun. zu Nieder-Schönfeld zwischen beyden Generals und Grafen von Seckendorf und Khevenhüller geschlossene Convention, Kraft welcher Bayern an Österreich völlig eingeräumt werden sollte, nöthigte ihn den 4. Juli die Festung zu übergeben.“

Von großen finanziellen Nöten bedrängt, nahm Ludwig Friedrich danach in Holland wieder aktiven Dienst an. Der Prinz starb „im Jun. zu Nimwegen im 49sten Jahr seines Alters“.

### Der Adelstitel Ludwig Friedrichs auf Notklippen
Das Herzogtum Sachsen-Hildburghausen war durch Erbteilung vom 24. Februar 1680 entstanden, jedoch erst im Jahr 1702 wurden Herzog Ernst (1680–1715) die vollen Hoheitsrechte zugestanden. In diesem Jahr führte Ernst zu Hildburghausen die Primogenitur (Erstgeborenen-Nachfolgeordnung) ein, um weitere Landesteilungen zu verhindern.
In Beschreibungen der Braunauer Notklippen ist gelegentlich Prinz Ludwig Friedrich von Sachsen-Hildburghausen als Herzog betitelt. Das entspricht dennoch den Abkürzungen der Münzaufschrift, obwohl er kein Herzog war und die Primogenitur eingeführt und Prinz Ludwig der zweitgeborene Sohn seines 1724 verstorbenen Vaters Herzog Ernst Friedrich I. (1715–1724) war. Herzog von Sachsen-Hildburghausen war folglich sein älterer Bruder Ernst Friedrich II. von Hildburghausen (1724–1745). Prinz Ludwig Friedrich war dennoch berechtigt den Herzogtitel als nicht regierender Prinz zu verwenden, obwohl er in der Herrschernachfolge ausgeschieden war.

## Münzbeschreibungen

### Allgemeines
Das Münzmetall für die Braunauer Notklippen war zunächst Gold und Silber, später Blei und Zinn. Die einseitig geprägten achteckigen Braunauer Notklippen wurden in unterschiedlichen Nominalen vom Kreuzer bis zum Gulden und Doppeldukaten hergestellt.
Laut Münzkabinett Berlin ist es möglich, dass die aus Edelmetall hergestellten Klippen erst später zur Erinnerung an die Belagerung geprägt wurden. Demnach wären nur die Notmünzen aus Blei oder Zinn während der Belagerung geschlagen worden. Das oben abgebildete 6-Kreuzer-Stück aus Silber stammt jedoch aus der Belagerungszeit, erkennbar an den deutlichen Abnützungs- bzw. Gebrauchsspuren und der schlichten Prägung.
Bei dem goldenen 2-Dukaten-Stück des Münzkabinetts Berlin kann es allerdings sein, dass es sich um eine spätere Gedenkprägung auf die Belagerung handelt.
Das auf den Notklippen angegebene Datum 9. Mai 1743 ist der Tag der Einschließung Braunaus.

### Klippe zu 2 Dukaten

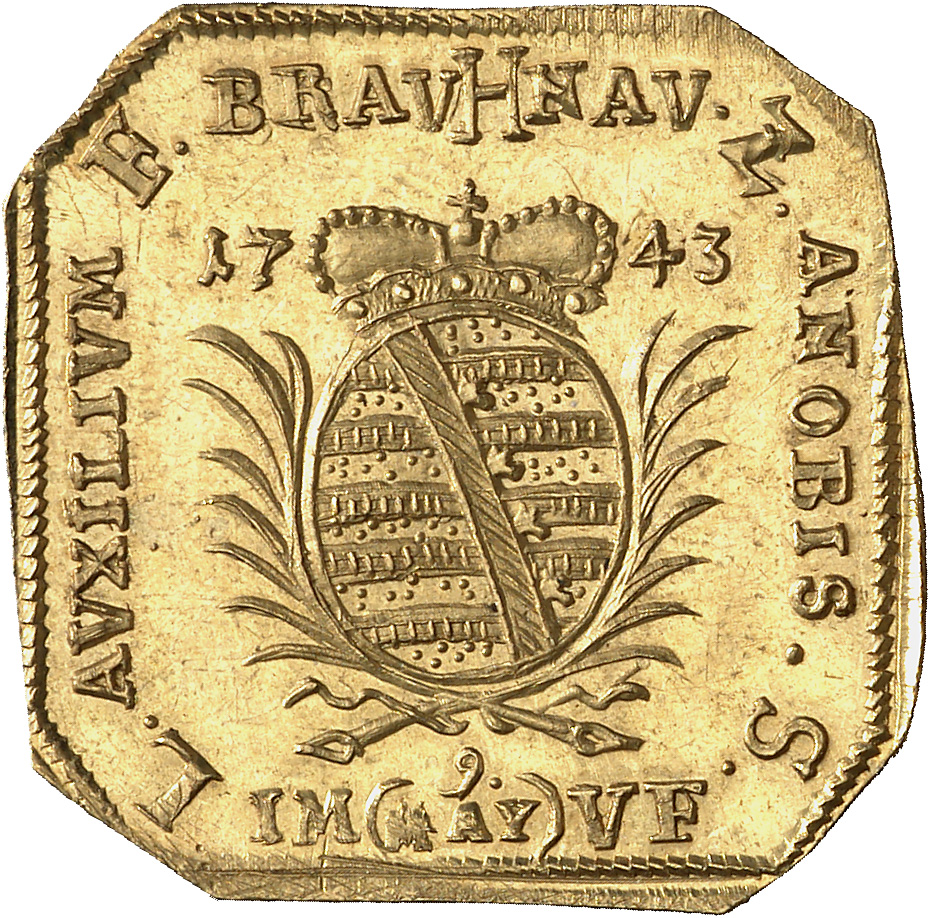
Braunauer Notklippe zu 2 Dukaten. Rückseite ohne Prägebild (Höhe 26 mm, Breite 26 mm; Gold, 6,92 g)

Das goldene 2-Dukaten-Stück zeigt das mit dem Fürstenhut bekrönte ovale sächsische Wappen, umgeben von zwei gekreuzten Palmenzweigen. Zu beiden Seiten der Krone ist die geteilte Jahreszahl 17 – 43 aufgeprägt und unter den Zweigen in Klammern das Datum 9. / MAY. Der Zierrand sollte die Beschneidung verhindern.
- Umschrift: L. AVXILIUM F. BRAV H NAV Z. ANOBIS. S. Die größer herausgestellten Buchstaben ergeben den Namen des Prinzen – Ludwig Friedrich Herzog Zu Sachsen. AVXILIUM (Hilfe) BRAVnau ANOBIS (von uns).

Im Zusammenhang ergibt sich: Ludwig Friedrich, Herzog zu Sachsen, Hilfe (für) Braunau von uns.
- Unter dem Wappen befindet sich zu beiden Seiten des Datums geteilt der Wahlspruch von Ludwig Friedrich: IM – VF. Im Vertrauen fest.

#### Provenienz
Auf Grund des Testaments des Privatgelehrten und Münzsammlers Benoni Friedländer (* 1773; † 1858) war seine Münzsammlung an das Münzkabinett Berlin zu verkaufen, auch zu unvorteilhaften Bedingungen. Zu seiner Sammlung gehörte auch die Braunauer Belagerungsmünze zu 2 Dukaten.
Ein (fast) identisches Stück wurde in der Auktion Dr. Busso Peus Nachfolger im November 2022 für 20.000 € angeboten und für 60.000 € verkauft.

### Klippe zu 1 Dukaten

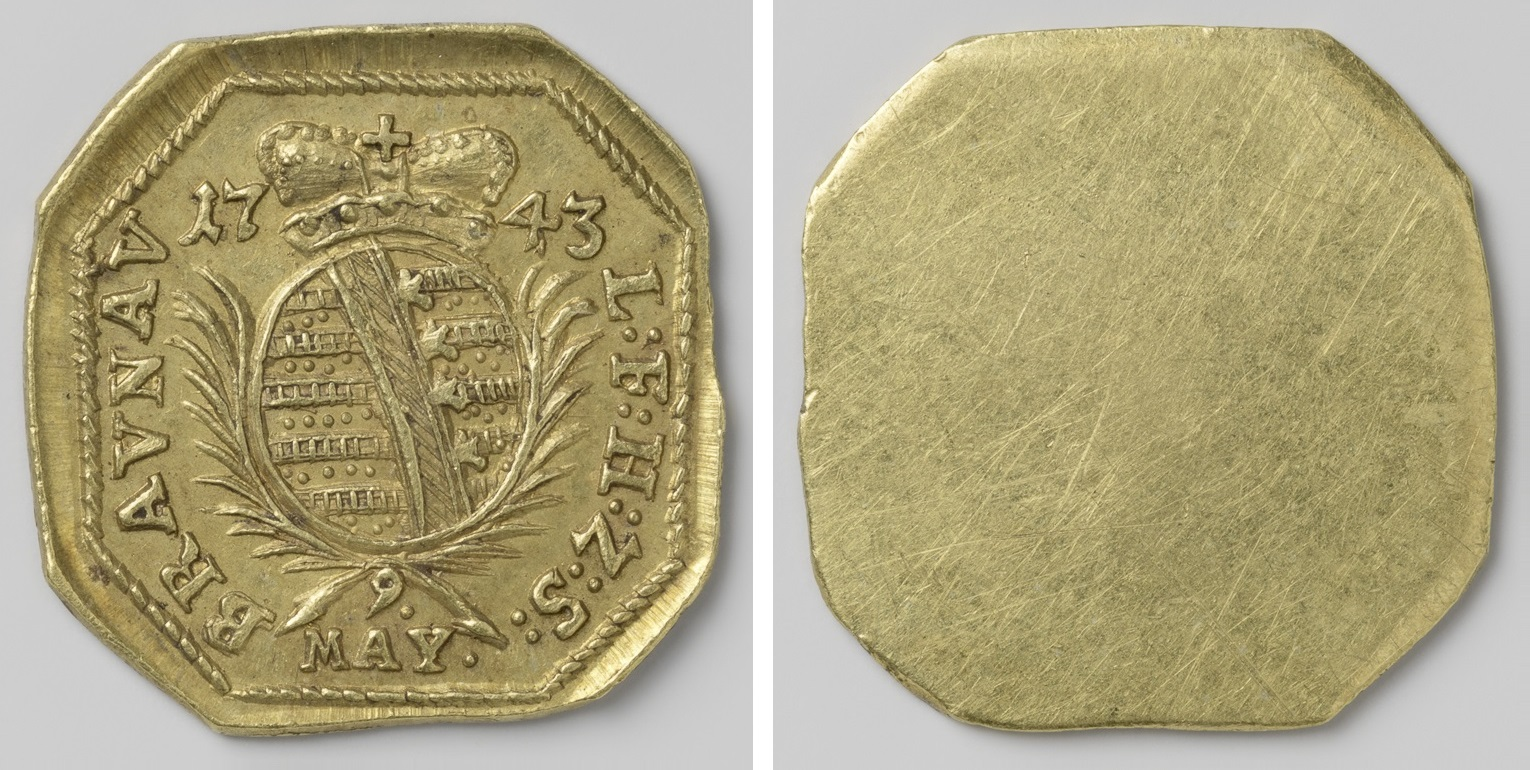
Braunauer Notklippe zu 1 Dukaten. (Höhe 18 mm, Breite 18 mm; Gold, 3,42 g)

Der goldene Dukaten zeigt, wie auch das 2-Dukaten-Stück, das mit dem Fürstenhut bekrönte ovale sächsische Wappen, umgeben von zwei gekreuzten Palmenzweigen. Zu beiden Seiten der Krone ist die geteilte Jahreszahl 17 – 43 aufgeprägt und unter den Zweigen das Datum 9. / MAY.
Auffällig ist der nach oben gewölbte Rand. Er ist durch die Prägung mit nur einem Oberstempel auf einen etwas größeren Schrötling entstanden. Der kleine Dukaten konnte so besser gehandhabt werden. (Zum Beispiel war bei der Herstellung der kleinen Schüsselpfennige genau das die Absicht.) Andererseits kann das ein Hinweis darauf sein, dass die goldene Klippe in der Belagerungszeit geschlagen wurde und nicht als Gedenkprägung danach.
- Umschrift: L(udwig) : F(riedrich) : H(erzog) : Z(u) : S(achsen) : – BRAVNAV.

### Klippe zu 6 Kreuzer
- Siehe das Bild oben
Das silberne 6-Kreuzer-Stück ließ ebenfalls der bayerische Kommandant der belagerten Stadt Braunau, Prinz Ludwig Friedrich von Sachsen-Hildburghausen, prägen, obwohl er auf der Notklippe nicht benannt ist. Die Braunauer Notklippe zeigt, wie die Klippe zu 1 Dukaten, das mit dem Fürstenhut bekrönte ovale sächsische Wappen zwischen gekreuzten Palmzweigen mit den Daten wie vorher. Darüber befindet sich der Name der Stadt BRAVNAV.